# PGC 6240
PGC 6240, även känd som AM 0139-655, är en väldigt stor och gammal galax i stjärnbilden Vattenormen ungefär 345 miljoner ljusår från jorden. Den upptäcktes av vetenskapsmän på NASA i oktober 2013 med Hubbleteleskopet.
PGC 6240 intresserar astronomer eftersom dess klotformiga stjärnhopar har så pass olika åldrar; det finns en population på klotformiga stjärnhopar som är ungefär 400 miljoner år gamla, och en annan population vars medlemmar är 1 miljard år gamla eller ännu äldre.

### Fotnoter
1. 1 2  6dFGS gJ014131.0-653656 -- Galaxy
2. ↑  Maybhate 2007, s. 139−655.
3. ↑  Malin 1983, s. 534-540.